# (34436) 2000 SE40
2000 SE40 (asteroide 34436) é um asteroide da cintura principal. Possui uma excentricidade de 0.04645100 e uma inclinação de 10.77742º.
Este asteroide foi descoberto no dia 24 de setembro de 2000 por LINEAR em Socorro.